# Auchan
Auchan és un grup de distribució i finances que va obrir el primer magatzem a Roubaix (França) el 1961 per Gérard Mulliez en una fàbrica abandonada de 600 m² al barri dels Hauts Champs (alts camps), que fonèticament sona igual que "Auchan" en francès. Avui dia, Auchan és un dels principals grups de distribució al món. És present a dotze països i l'any 2008 disposava de 209.000 empleats.
Auchan compta amb 478 hipermercats, 735 supermercats, 2.027 petits supermercats en el món, i també 123 hipermercats a França. El seu volum de negocis s'acosta als 39,5 bilions d'euros el 2008.
Auchan és present a França, Itàlia, Espanya, Portugal, Luxemburg, Polònia, Hongria, Ucraïna, Rússia, Romania, Marroc, Xina i Taiwan.
L'empresa va operar entre 1997 i 2007 a l'Argentina, amb botigues de primera generació i serveis de primera línia, però en no poder recuperar, malgrat els intents, els diners perduts després de la recessió argentina, va acabar venent aquesta filial al grup Nord-americà Wal-Mart.
A Mèxic va operar entre el 2000 i el 2006 amb diversos hipermercats al Districte Federal i a l'Estat de Mèxic i alguns altres en altres estats. Auchan va vendre tots els seus magatzems a Comercial Mexicana. Actualment encara es poden diferenciar les botigues d'Auchan degut al seu estil peculiar.
Als darrers anys va vendre a operadors locals les seves inversions a Mèxic i als Estats Units (USA).
Les cadenes del grup són:
- A França: Auchan, ATAC, Simply Market, Auchan Direct, Voyages Auchan, Banque Accord, Immochan
- A la Xina: Auchan, Accord Consulting.
- A Espanya: Alcampo, Sabeco, Simply, Aro rojo, Immochan Espanya, Accordfin.
- A Hongria: Auchan, Accord Magyarország, Immochan.
- A Itàlia: Auchan, Smasupermercati, Cityper, Gallerie Auchan, Iovorrei, Cartaccord.
- A Luxemburg: Auchan.
- Al Marroc: ACIM, Marjane.
- A Polònia: Auchan, Elea, A-Tak, Accord Finance, Immochan.
- A Portugal: Jumbo, Pão de Açúcar, Immochan.
- A Rússia: Auchan, Atak Supermarkets, BA finanse.
- A Romania: Auchan.
- A Taiwan: RT Mart, Apic, Save and Safe.
- A Internet: Auchandirect.

Durant la invasió russa d'Ucraïna, i malgrat totes les sancions europees i internacionals a Rússia, sota les quals la majoria de companyies occidentals van decidir abandonar el mercat rus, Auchan Retail per contra s'hi va mantenir i fou acusada de donar suport a l'exèrcit rus amb entrega d'aliments. L'empresa va afirmar que les conclusions de la investigació duta a terme per Le Monde i publicades el 18 de febrer del 2023 eren infundades, i que s'havia limitat a assegurar les necessitats alimentàries bàsiques de la població i que van optar per no abandonar el seu personal al país i les seves famílies.